# Lindsay Dances - Il teatro e la vita secondo Lindsay Kemp
Lindsay Dances - Il teatro e la vita secondo Lindsay Kemp è un documentario per la TV sulla vita e la carriera dell'iconico danzatore e coreografo britannico, scritto e diretto dalla regista e giornalista Rai Rita Rocca. Il documentario è unico nel suo genere perché raccoglie per la prima volta in modo quasi antologico repertorio degli spettacoli della gloriosa Lindsay Kemp Company da Salomè a Flowers, da Sogno di una notte di mezza estate a Duende e Onnagata, fino ad arrivare all'ultimo spettacolo Kemp Dances. Lindsay Dances celebra uno degli artisti più originali, creativi e innovativi del teatro danza contemporaneo.
Il documentario è stato candidato dalla Rai alla 72ª edizione del Prix Italia 2020

## Trama
Kemp si racconta in una lunga intervista esclusiva: dall'infanzia durante la guerra ai fasti dei palcoscenici internazionali. Accanto al suo racconto, le testimonianza dei suoi collaboratori più stretti come David Haughton, compagno e performer, Daniela Maccari, coreografa, prima ballerina. Ma anche danzatori storici della LKC come Francois Testory e Cecilia Santana. Il viaggio nel fantastico mondo del teatro danza di Lindsay Kemp è corredato da foto inedite della vita privata e scatti di scena firmati da due grandi fotografi come Richard Haughton e Guido Harari, quest'ultimo compare anche tra gli intervistati, accanto alla costumista tre volte premio Oscar Sandy Powell, il critico Vittorio Sgarbi e l'attrice Veronica Pivetti, la musicista blues britannica Dana Gillespie, storica amica di David Bowie, di cui Kemp fu maestro e amante.

## Produzione
È stato prodotto da Rai Cultura Cultura e Rai 5 per la serie InScena. I video di repertorio provengono in gran parte dalle teche Rai e da archivi privati.

## Distribuzione
È stato trasmesso in prima visione da Rai5 il 2 maggio del 2020 alle 22.45, alla vigilia dell'82º compleanno dell'artista scomparso a Livorno il 24 agosto del 2018.
È stato replicato da Rai 1 Speciale Tg1 il 23 agosto 2020 alle 23.45.
Il documentario è stato presentato in concorso dalla Rai alla 72ª edizione del Premio tv internazionale Prix Italia 2020 (Roma 22-25 settembre).

## Colonna sonora
Il film è corredato da una colonna sonora d'epoca composta dalle musiche più celebri ed evocative dagli spettacoli di Kemp.